# Mistrz Inicjałów Brukselskich
Mistrz Inicjałów Brukselskich (Mistrz Godzinek Karola III z Nawarry) – anonimowy mistrz-iluminator prawdopodobnie pochodzący z Włoch, czynny w Paryżu w latach ok. 1389–1410.
Anonimowy mistrz znany również pod imieniem Zebo lub Zenobi, co może wskazywać na jego florenckie pochodzenie. Swój przydomek zawdzięcza inicjałom, jakie wykonał do brukselskich Godzinek księcia de Berry. Według amerykańskiego historyka sztuki Millarda Meissa, Mistrz Inicjałów Brukselskich był prekursorem gotyku międzynarodowego we Francji we wczesnych latach XV wieku. 

## Twórczość
Prawdopodobnie pracował w Bolonii. Do Paryża przybył w 1395, gdzie szybko zasymilował się z tutejszymi artystami. Wprowadził do paryskiej szkoły zamiłowanie do ornamentu akantowego i rozwiniętych form architektonicznych m.in. do pizańskiej arkadury. W Paryżu pracował do 1406 roku, a jego prace charakteryzowały się bujnymi formami floralnymi nasyconymi kolorami, szerokimi bordiurami wypełnionymi szczegółami ze świata zwierzęcego i roślinnego. Do iluminacji paryskiej wprowadził nowatorskie kompozycje krajobrazowe. Jak zauważa Małgorzata Mazurczak: 

Trzy rodzaje zabudowy – miasto, zamek, mniejsza zabudowa z wiatrakiem – osadzone na odrębnych wzgórzach, oddzielone kępami lasu lub rzeką, utrwalił malarz jako kanon kompozycji krajobrazowej.

 Kompozycja taka widoczna jest szczególnie w iluminacji pt. Pokłon Mędrców (fol. 67), gdzie ukazał krajobraz z miastem na wzgórzach i mur obronny z bramą miejską schodzącym ku wąwozowi pełnemu postaci. Podobny, bogaty krajobraz z miniaturami zamków, warowni, z klasztorem i kościołem wraz z widokiem na miasto, występuje na miniaturze ukazującej Piekło (fol. 82)

## Przypisywane iluminacje

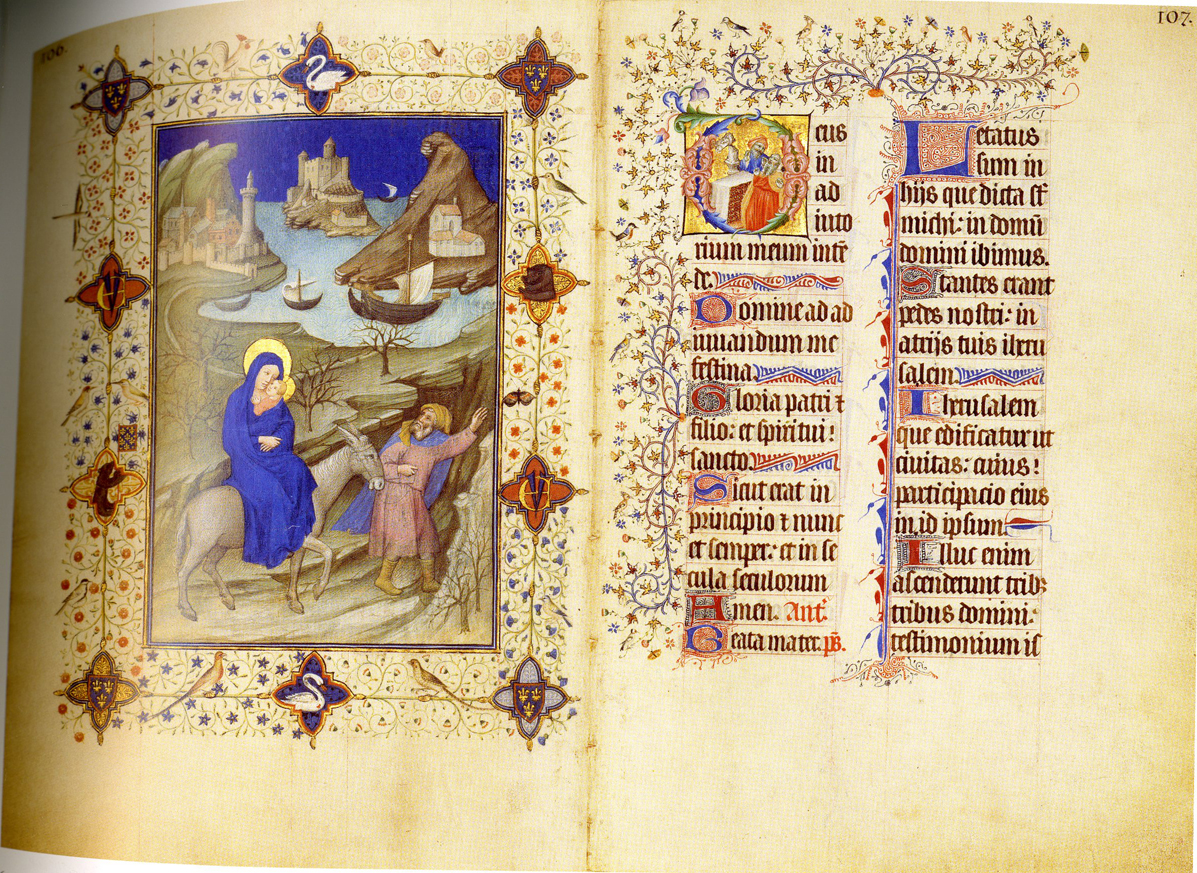
Inicjały z Très belles heures du duc de Berry